# Isekai ni tobasareta ossan wa doko e iku?
 (octobre 2018).
Isekai ni tobasareta ossan wa doko e iku? (異世界に飛ばされたおっさんは何処へ行く？, Isekai ni tobasareta ossan wa doko e iku?, litt. « Où va un vieux qui a été transporté dans un autre monde? ») est une série de light novel japonais écrite par Ci Garette. Publiée à l'origine comme une websérie sur le site Alphapolis Web Contents depuis le 22 décembre 2016, la série a depuis été publiée par l'éditeur Alphapolis avec des illustrations de Okaya depuis le 21 juillet 2017, dont cinq volumes ont été publiés à ce jour.
La série est aussi connu à l'étranger sous le nom de Where is Ossan going in another world? (litt. « Où va Ossan dans un autre monde? ») ou An Ossan in counterworld! (litt. « Un Ossan dans un monde alternatif! »).
La série a été adaptée en manga; cette adaptation est prépubliée par le site de publication web de manga (ja) Alphapolis Web Manga, depuis le 14 décembre 2017; le premier volume est sorti le 23 juillet 2018.

## Synopsis
Takuma, 35 ans, se retrouve transporté dans un autre monde en tentant de sauver un étrange chiot. Ayant été transporté par erreur en passant par une faille dimensionnelle, et ne pouvant être renvoyé chez lui, une déesse locale décide de lui donner des capacités surhumaines, ainsi que la possibilité de naviguer sur Internet et commander ce qu'il veut de son monde d'origine, afin de pouvoir vivre sa vie tranquillement dans ce nouveau monde.

### Sources
1. ↑  (ja) Ci Garette, « 「異世界に飛ばされたおっさんは何処へ行く？」の検索結果 », sur Alphapolis (consulté le 9 octobre 2018)
2. 1 2  (en) « Isekai ni Tobasareta Ossan wa Doko e Iku? (Light-novel) », sur MyAnimeList (consulté le 9 octobre 2018)
3. ↑  (ja) Ci Garette, « 異世界に飛ばされたおっさんは何処へ行く?〈5〉 単行本 – 2018/9/1 », sur Amazon (consulté le 9 octobre 2018)
4. ↑  (en) « Isekai ni Tobasareta Ossan wa Doko e Iku? (Manga) », sur MyAnimeList (consulté le 9 octobre 2018)
5. ↑  « 異世界に飛ばされたおっさんは何処へ行く？１ (アルファポリスCOMICS) Kindle版 », sur Amazon (consulté le 9 octobre 2018)